# المطوية (تونس)
المطوية إحدى واحات الجنوب من ولاية قابس الجمهورية التونسية، تصنف إداريا كبلدية ومركز لمعتمدية.
تتميز واحتها بمحاذاتها للبحر وكان المصدر الأساسي لريها نبع ماء طبيعي يسمى العين القديمة.
عرفت المطوية لأسباب اقتصادية موجات من النزوح والهجرة المبكرة إلى تونس العاصمة وبعض المناطق الداخلية الأخرى كمنطقة الجريد والشمال الغربي وإلى خارج الوطن وخاصة فرنسا.

## نبذة
المطوية منطقة بلدية ومركز معتمدية منذ سنة 1957 لولاية قابس تقع في الجنوب الشرقي من الجمهورية التونسية يحدها البحر المتوسط شرقا ووذرف غربا وادي العكاريت شمالا وقابس وغنوش جنوبا وتنتصب المطوية بين البحر وهضاب الديسة وفي ملتقى الطرقات التجارية بين قابس والقيروان والطريق الصحراوية الرابطة بين قابس وقفصة ومنها إلى الجزائر فكانت تقوم بدور تجاري هام وارتكز نشاط أهلها أساسا على التجارة والفلاحة.
كانت المطوية تسقى من عين تقع في الجهة الغربية للقرية تعرف حاليا ب العين القديمة بجانب الطريق الرابطة بين قابس وقفصة ويذكر المؤرخ محمد المرزوقي في كتابه (قابس جنة الدنيا) أن هذه العين كانت ممر للقوافل التجارية المتنقلة بين قابس والقيروان
ويذكر أن ناقة من إحدى القوافل التجارية قصدت العين لتطفئ ضمأها فغرقت فيها فسّميت العين (عين المطية) ثم حرفت بعد ذلك فأصبحت العين باسم المطوية، ويأكد عديد المهتمين بالتاريخ والثقافة عموما أن هذا الاسم مأخوذ من الطّي والانطواء فنقول إنطوى الماء أي استدار وتجمع ونقول أيضا البئر المطوية أي البئر المبنية بالحجارة.
وكانت الساقية الممتدة من العين تشق القرية لتصل إلى الماية القديمة بواسطة الواحة، وبجانب هذه الساقية وجدت الميضة وهي عبارة عن حوض ماء ملازم للساقية لتمكينم الناس من الوضوء أو الاغتسال عند الضرورة وقد شيدت من جذوع وجريد النخيل وعندما يريد أحدهم الاغتسال عليه أن يثبت جريدة نخلة أمام الحوض دلالة على وجود شخص فيه، وقرب هذه الميضة وجد المصّلا.
ومن العين يسقى سكان«البلد والماية» لشرابهم وري أراضيهم وإذا نادى أحدهم بأعلى صوته «مسحتك وزنبيلك وعين القديمة» فإنها دعوة لكل فلاحي القرية وغيرهم لجهر وتنظيف الساقية وإصلاح ما أفسده تدفق المياه فيستجيبون في الحال، ومن أجل الماء كثيرا ما يتنازع أهالي المحلتين «الماية والبلد» كي ينفرد أحدهما عن الآخر بالماء ويبرز ذلك في قولة أهل الماية «الماء ماي ولا حد يسقي معاي» وأخرى تقول بغية الإستهزاء بسكان البلد «بيعوا مساحيكم وسافروا لعنابة ثّماش لمطوي غناته غابه».
واستغل لإستعمارالفرنسي العداوة السائدة في تلك الحقبة بين أهل البلد واهل الماية لتدعيم نفوذه وهو ما يظهر عقلية التعّصب القبلي السائد في تلك الفترة...
اندثرت الساقية في أوائل الاستقلال بحكم التهيئة العمرانية التي أقدمت عليها البلدية ونتيجة للنقص الفادح لكميات المياه المتدفقة من العين التي نضب ماؤها في أوائل السبعينات.

## آثار
تم العثور على أدوات حجرية مقطوعة في الصوان في مطوية وهي تعود إلى العصر الحجري الحديث والحضارة الموستيرية (يعني الوضع الثالث في العصر الحجري القديم الأوسط).
ليس من الصدفة أو الغريب ان نعثر على عينات من الآثار القديمة في المطوية باعتبار ما تزخر به المناطق التونسية من آثار «مخطوطات ورسوم وغيرها كالأواني والعظام».
بعد سقوط قرطاج استولى الرومان على أراضيها، آن ذاك كانت قابس تابعة للمملكة النوميدية التي تآمر عليها ماسينيسان وأخواه مسطنبال وغولسا وقد ثبت أن الرومان لم يعملوا على توسيع رقعت الولاية التي أنشؤوها أثري الحرب البونيقية الثالثة وهو ما يؤكد أن قابس بقيت تحت سيطرة النوميديين... فيمكن أن نقول إذا أن مدينة قابس (تكابس) أصبحت خاضعت للإدارة الرومانية ابتداء من سنة 46 قبل الميلاد ومن خلال هذه اللمحة التاريخية من قابس، فإن قيام حضارة رومانية بالمطوية كان غير مستبعد بالمرة...

## عروش من المطوية
من أهم العروش الأوائل التي استقرت بالمطوية نذكر عرش البكاكشة الذي تفرع عن سيدي مبارك وزاويته مازالت قائمة الذات وينسب عرش الشرفاء إلى الساقية الحمراء من أراضي مراكش من المغرب الأقصى ويدعى أن أبا بكر وهو من سلالة فاطمة الزهراء ابنة الرسول محمد ﷺ مرض بمكان في المطوية وهو في طريقه إلى الأراضي المقدسة لتأدية مناسك الحج فأرست قافلته بالمطوية وعند العودة رفض أبو بكر الرجوع إلى المغرب ليمكث في المطوية ويستقر بها نهائيا، وبقيت العروش المستقرة بالمطوية اليوم تجمع بين المراشدة والرقايقة والحمادين والبنينات

## الماية

واحة المطوية سنة 1935 من الغرب

وتوجد الماية في الجهة الشرقية من الواحة، بينما توجد المطوية التي كانت تسمى «البلد» في عرف السكان في المنطقة الغربية. وهذه الحدود ليست جغرافية ترابية فقط، بل هي أيضا قبلية حزبية إذ كانت بين الجهتين «البلد والماية» خصومات وثارات ظلت دائما حية الانتساب أحدهما إلى «حزب بن يوسف» والثانية إلى «شداد» في الماضي، وإلى «الغرانطة» و«الدساتة» خلال هذا القرن.
وقد لجأ سكان الماية القديمة إلى «الظهرة» هروبا من الرطوبة التي أصبحت لا تطاق داخل الواحة، خاصة بعد حفر البئر الارتوازية «عين الملاحة» ولتوالي الفياضنات على الجهة في نهاية العقد الثاني من هذا القرن. وآل طاهر هم من ابتنى دار في القرية الجديدة الواقعة في الشمال الشرقي من المطوية، ثم تبعهم الناس شيئا فشيئا في هذه النقلة الصحية، وما عتم ان أتى البلاء على الماية القديمة ولم يبقى منها الا آثار مطموسة وبعض معالم الطريق، ثم احتوتها الواحة وفلحها أهلها وضموا بعض بيوتها إلى أجنتهم وبساتينهم....

## الهجرة الظاهرة المطوية
ترجع هجرة أهالي المطوية للإقامة بتونس العاصمة إلى قرابة ثلاثة قرون فأكثر. فعرفت أحياء طرنجة وباب الخضراء والمرجانية ونهج الرمانة وسوقي بالخير والحي المطوي (رأس الطابية) والقائمة تطول بتواجدهم. كما استقر بعضهم في الشمال كجندوبة والدهماني ومنطقة الجريد من الجنوب الغربي. ومنذ الخمسينات اتجه البعض الآخر نحو خارج حدود الوطن كالجزائر وليبيا وفرنسا وألمانيا. وتعود أسباب النزوح والهجرة إلى ضعف مردود الفلاحة السقوية وانعدام النشاط التجاري داخل القرية.
انطلقت الحياة المهنية لبعض المطاوة في العاصمة كبائعين متجولين بين الشوارع والأحياء إلى أن تكون لهم رأس مال متواضع مكنهم من فتح محلات تجارية قارة ومنهم من اشتغل في المواني البحرية التجارية كحلق الواد.
وخارج قريتهم حافظ المطاوة على لهجتهم وزيهم وعوائدهم وتميزوا بظاهرة اجتماعية تتمثل في التعاون والتكتل والتضامن الاجتماعي والأمانة التي اتصف بها المطاوة كتأمين إيصال الأموال نقدا والحاجيات الأخرى المختلفة التي يرسلها المطاوة المستقرون في العاصمة إلى أهاليهم بالقرية عبر الحافلة التي يطلقون عليها اسم (كار حشيشة) وترجع هذه التسمية إلى اسم سائق أول حافلة دخلت المطوية...

## مدرسة«الكوليج» الإبتدائية
فتحت النواة الأولى لمدرسة الكوليج التي أصبحت تسمى بمدرسة شارع بورقيبة يوم 8 أكتوبر 1917 وقد تم بنائها من طرف محمد حمودة حسب المثال المقدم من كتابة الأشغال العمومية آن ذاك وتحتوي على قاعتي للتدريس وقد وصل عدد التلاميذ المرسمين إلى 68 كلهم مسلمون تحت اشراف حمد الحداد أصيل المنستير، وفي سنة 1929 شيد المقر الجديد للمدرسة بضاحية الماية من طرف الطاهر بن علي بن طاهرعلى كاهله وهو نائب لجهة قابس بالمجلس الكبير بالعاصمة وقد تصوغت الحكومة الفرنسية هذا المحل... وانطلقت الموسم الدراسي بها لأول مرة سنة 1930/1929 حيث وصل عدد التلاميذ الذين يرتادونها 209 موزعين على خمسة أقسام بإدارة الفرنسي «روبير»...
وقد تداول على الاشراف على ادارتها «جيري قسطون 50/49» وعلي الخياري 55/45 حسين المغربي 61/60 التوهامي ثابت 66/65 مصطفى العزوزي 73/72 الهادي العموري 83/82....
مدرسة الشبان المسلمين:
فتحت مدرسة الشبان المسلمين أبوابها في 1 أكتوبر 1950 فأمها 77 طفلا....ولم تعرف الاختلاط إلا في 1 أكتوبر 1967. وفي أكتوبر 1970 ضم إليها فرع المدرسة الفرنسية العربية التي أقيم بجوارها وبذلك صارت تتألف من أصل وفرع...
وقد تداول على سير شؤون المدرسة: كل من البشير الناجح شهر «البشير باللعور» وبلقاسم دخيل والهادي النوري ويوسف عبد القادر والمكي مكي... وتجدر الإشارة إلى أن أول من تم تسجيل اسمه بدفتر المرسمين في المدرسة هو إبراهيم بن مزهود الجريدي.

## الشواطئ
تمتد شواطئها على عدة كيلومترات وتقسم تقليديا إلى تقاسيم تحملة أسماء ذات دلالة تاريخية:
ذراع ليسيبس: نسبة إلى فرديناند دي لسبس منجز قنال السويس وصاحب مشروع القنال الرابط بين البحر الأبيض المتوسط وشاطئ الجريد.
الحبيلية
حباشة وحيدوس: ويقال انهما اسما ابني احدالقادة الرومان.
الشركة: تنسب إلى أول تعاضدية للصيد البحري اسسها المطويون وكان بلقاسم القناوي من باعثيها ومحمد الغنوشي مديرها.
الصخرة
الغوير
الرخامة: توجد بهذه المنطقة اثار لحضارة مجهولة وتروى اساطير عنها.
دار عبد الله

## الجمعيات والنوادي
ظهر النادي الحزبي ب «حّية» في المطوية في صائفة 1920 تحت اشراف الشيخ حميدة بن الحاج محمد الحمداني..
وفي الأربعينات تم تأسيس فرع الهلال الأحمر المحلي لإسعاف المتضررين من الحرب... وفي سنة 1948 برزت جمعية الشباب الثقافي المطوي وفي الستينات النجم الثقافي المطوي وجمعية الشباب المسلمين والشبيبة الدستورية والكشافة... وتأسس الصندوق الاحتياطي لكفالة المطويين المعروف «بالكفالة» سنة 1958... النادي المطوي للتعارف والتعاون وجمعية التضامن والتعاون المطوي لمدينة ليون الفرنسية وجمعية القاصرين عن الحركة العضوية.
في المجال الرياضي تعد جمعية (الشباب الرياضي المطوي) من الفرق العريقة فالمطوية الجيهة الوحيدة التي تنتسب إليها جمعية رياضية بالعاصمة. وتأسست سنة 1945 على أيدي التيجاني بالرمضان وعبد القادر بن يحي والمطوي بن محمود والكيلاني الشريف وتولى هذا الأخير رئاستها لأول مرة في موسم 1946 /1947 صحبة الأعضاء الآتية أسمائهم: - العيادي بالحاج محمود – علي بن سالم – المختار بن الفيتوري – محمد بالنور – التيجاني رمضان –المبرك بن عبد الكريم – حميدة بالحاج – حمدة الرديسي – الصادق بالرجب – علي رابح - التيجاني شمام الذي شهدت الجمعية على يديه بلوغها للقسم القومي سنة 1956 وقد تألق العديد من الشباب المطوي على الساحة الكروية مثل: عبد الحميد حميدة – محي الدين الصغير – حمادي البحري – أبو بكر جراد – الفرزيط – الناصر زكري - خالد بن يحي...

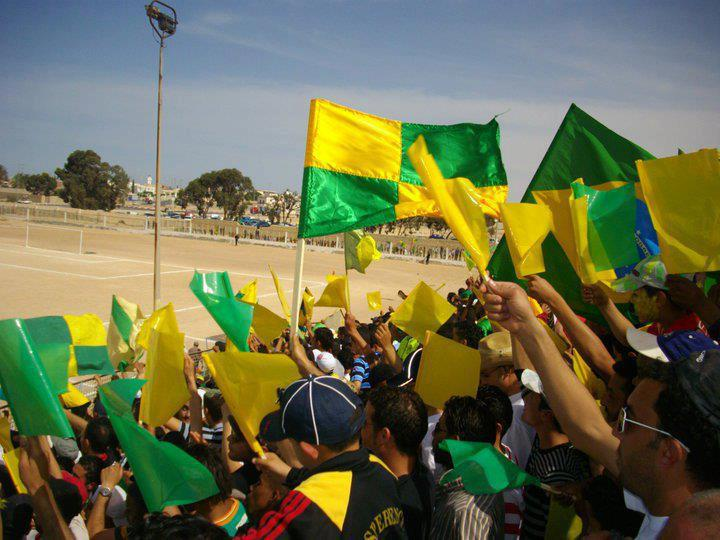
مدرج لاتحاد الرياضي المطوي

## الشواطئ
تمتد شواطئها على عدة كيلومترات وتقسم تقليديا إلى تقاسيم تحملة أسماء ذات دلالة تاريخية:
- ذراع ليسيبس: نسبة إلى فرديناند دي لسبس منجز قنال السويس وصاحب مشروع القنال الرابط بين البحر الأبيض المتوسط وشاطئ الجريد.
- الحبيلية
- حباشة وحيدوس: ويقال انهما اسما ابني احدالقادة الرومان.
- الشركة: تنسب إلى أول تعاضدية للصيد البحري اسسها المطويون وكان بلقاسم القناوي من باعثيها ومحمد الغنوشي مديرها.
- الصخرة:
- الغوير:
- الرخامة: توجد بهذه المنطقة اثار لحضارة مجهولة وتروى اساطير عنها.
- دار عبد الله.

## أحياء من المطوية
تتكوّن مدينة المطويّة تقليديا من حيّين كبيرين البلد والماية وكانت الماية القديمة تتوسط الواحة) واحياء أخرى منها القديمة والحديثة:
- حيّ النّسيم
- حيّ الزهور (عقيبة): وهو الحي الذي بنته الدولة في بداية الاستقلال ولم يرغب سكان القرية في الانتقال اليه لانه لايستجيب لتقاليدهم واعرافهم السكنية.
- حيّ النّرجس: وهو حي حديث ومتميز.
- حيّ المعتمديّة: وهو الحي المجاور لمركز المعتدية وكان سابقا حديقة عمومية تحتضن تابوب أحد الأولياء.
- الشّرفاء: اين يتساكن أهل الشرفاء الذين ينحدر جدهم حسب الرويات المتواتره من المغرب الأقصى.
- الواد: كانت ساحته مسرحا لاجتماعات شعبية وطنية قبل الاستقلال واستغل للقيام بالاحتفالات والمسابقات والعروض السينمائية بعد الاستقلال.
- حي الفنكر: الذي بني على انقاض فنكر أي مقطع حجارة.
- حيّ المراشدة: حيث كان يسكنه المراشدة.
- حيّ نخيلة فرحات: نسبة إلى جذع نخلة كان قائما في هذا المكان وتنسج حوله اساطير.
- السوق: سمي لان السوق القديم كان متواجد فيه
- المنشر: أصبح الساحة المركزية للمطوية
- حية وبرهناص: كانا يحملان طابع المطوية القديمة وبتجديد المساكن فقد نهائيا هذا الطابع وحافظا على ضيق الانهج والازقة.
- العوينات: بعث هذا الحي من طرف تعاضدية الفلاحية العدالة لايواء عملتها ثم هجر واعيد اسكانه من جديد

## شخصيات من المطوية

### * رياضيون
- للمدينة تاريخ رياضي. برز منهأعلى المستوى الوطني عديد اللاعبين في كرة القدم ورياضات القوى وكان للمطويين جمعيات رياضية في كل من تونس الشباب الرياضي المطوي وفرنسا وينشط ف المدينةالاتحاد الرياضي المطوي
- وسام بن يحيى لاعب النادي الأفريقي والمنتخب التونسي.
- كريم العريبي
- خالد بن يحيى لاعب الترجي الرياضي التونسي والمنتخب التونسي سابقا.
- رؤوف بن سمير
- توفيق بن سمير لاعبا كرة اليد في النادي الأفريقي والفريق القومي
- محيي الدين سقير
- الصغير لاعب الملعب التونسي وحارس مرمى المرسى
- ناصر البدوي لاعب النادي الصفاقسي
- صلاح الدين بن زكري
- إبراهيم بن ميلاد شهر الفرزيط
- عبد الحميد الشيخ
- بوبكر جراد
- يوسف بن يحي
- المختار جراد
- الكامل بن عبد العزيز الذي لعب في الترجي الرياضي التونسي منذ 1968.
- محمد بالنور لاعب في ترجي الرياضى التونسي وحارس مرمها في سنة 1950
- زهير ميلاد معتمد المطوية
- لاء الدين ميلاد حارس الملعب النابلي سابقا ولاعب تنس حالي.

### أدباء
للواحة سحرها وقد انجبت عديد الأدباءكتب أغلبهم فيما يسطلح عليه بادب الواحة.
- محمد العروسي المطوي
- الشيخ الزيتوني أحمد الحمداني المطوي
- عمر بن سالم
- سمير العيادي
- محمد الهادي المطوي
- يحيى محمد
- هشام عبد الكريم
- الطاهر علي عمران

مناضلون سياسيون ونقابيون:
وقد انخرط أهالي المطوية خاصة القاطنين منهم بتونس العاصمة في العمل السياسي الوطني والنقابي وقد برز منهم زعمات ذات اشعاع وطني:
- عبد الله جراد: كان أول معتمد بالمطوية ومن أبنائها.
- محمد بن علي الغنوشي: عضو مؤسس لأول نقابة عمالية تونسية جامعة عموم العملة التونسية صحبة المناضل النقابي محمد علي الحامي وكاتب عام لنقابة سوق الحبوب.
- ام السعد يحيى
- خديجة رابح وغيرهم كثير.

### تقلدوا مناصب سياسية عليا
- الجنرال عبد الحميد الشيخ، وزير تونسي سابق (الخارجية، الداخلية، الشباب والرياضة)
- الحبيب بن يحيى سياسي ودبلوماسي، تحمل حقيبة الخارجية التونسية وشغل منصب الأمين العام لاتحاد المغرب العربي.
- الصادق رابح تحمل عديد المسؤوليات المهمة في الحكومة التونسية
- أسامة رمضاني رئيس الوكالة التونسية للاتصال الخارجي ثم وزير الاتصال والعلاقات مع مجلس النواب ومجلس المستشارين
- علي جراد أوّل أمين عام عربي للحزب الشيوعي التونسي

حدث في المطوية:
- أول مظاهرة نسائية في الجنوب التونسي تناقلتها إذاعة هنا لندن العالمية وقد اندلعت على اثر تجفيف عين الرقايقه التي كانت المصدر الأساسي لمياه الشرب ولتجمع النساء للغسيل والاغتسال وتبادل الأخبار حول ما يحدث في القرية.
- انطلاق التعاضد الفلاحي في واحات الجنوب باحداث تعضديتي العدالة و18 جانفي.
- بالاضافة الى الانسة مرح ( مع عدم ذكر اسم الأب أو العائلة احتراما الخصوصية).